# Abri de la Quebrada
L'abri de la Quebrada (l'« abri du Ravin ») est un abri sous roche et un site préhistorique présentant des traces d'occupation soutenue par des Néandertaliens. Il est situé dans la commune de Chelva (comarque de Los Serranos), dans la province de Valence, dans la Communauté valencienne, en Espagne,.

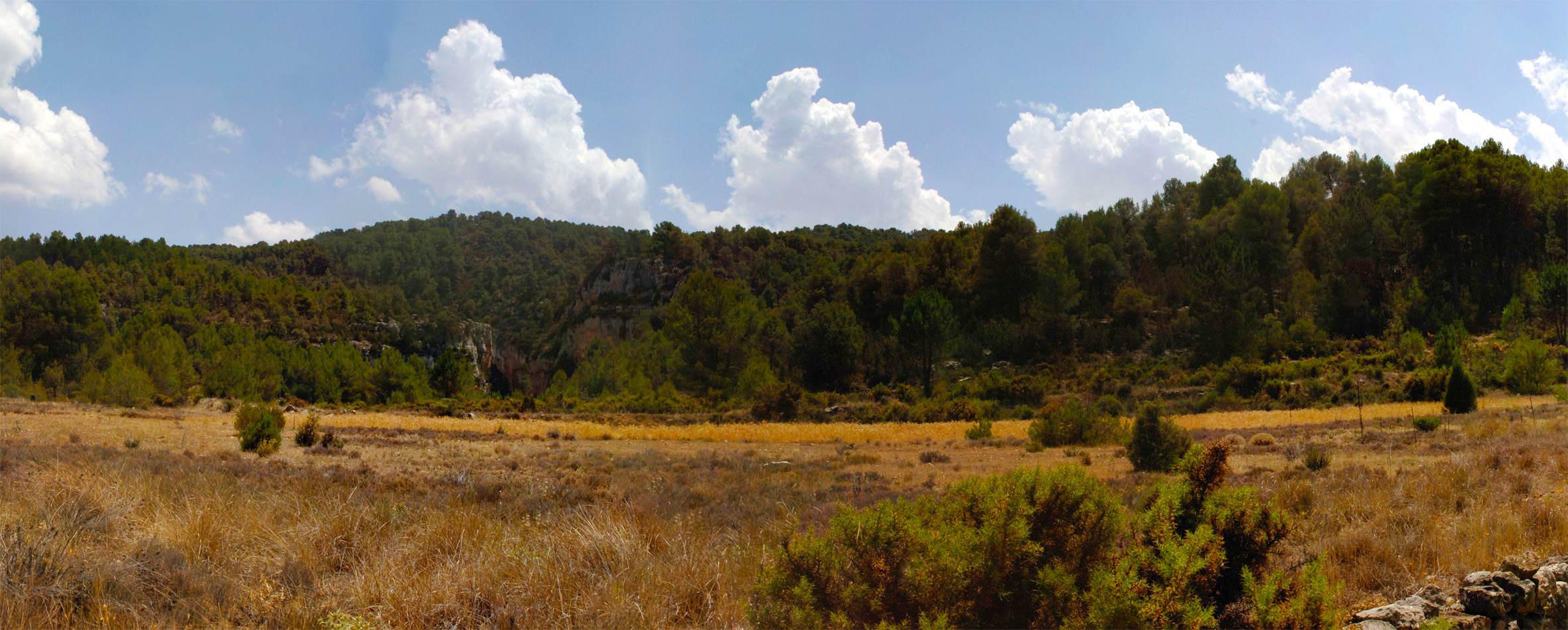
La plaine environnant l'abri de la Quebrada

## Situation
L'abri du Ravin se trouve sur la rive gauche d'un petit ravin qui lui donne son nom, le barranco de Ahillas. La zone de l'abri est bordée par deux rivières, le Río Tuéjar (es) et le Turia, et deux formations montagneuses, la Sierra de Javalambre (es) (qui fait partie du système Ibérique) et la Sierra del Negrete (es). La situation du site, à l'entrée d'une vallée en cul-de-sac, permettait la chasse et le piégeage de grands herbivores. La rivière qui traverse (par intermittence) le canyon s'ouvre sur une plaine, et ainsi le site accédait à trois biotopes différents : le bord de la rivière, les montagnes et une plaine, de sorte que de nombreux types de proies différentes pouvaient être chassées.

## Description
Il s'agit d'un abri sous roche de 2 à 9 m de profondeur et de 38 m de longueur, orienté au nord-ouest. En raison de son orientation à l'opposé du soleil, le site n'était occupé que de juin à octobre, d'après les phytolithes et d'autres indices, notamment la réutilisation et le réaffutage d'outils lithiques.

## Stratigraphie
Le gisement archéologique a une épaisseur d'environ 3 m et a été divisé en huit unités stratigraphiques par les archéologues. La couche supérieure a été perturbée par l'utilisation récente de l'abri comme enclos à moutons. Il existe des traces d'occupation humaine dans toutes les couches sauf une (n° 6). Des échantillons de charbon de bois ont été datés par le carbone 14 avec spectrométrie de masse par accélérateur : un échantillon du niveau 3 avait 40 500 ans et deux échantillons du niveau 4 avaient 43 930 ans et 50 800 ans. Les occupations au niveau 4 étaient fréquentes et intenses, mais de courte durée.

## Vestiges lithiques
Les outils en silex de type Moustérien trouvés sur le site témoignent de la présence de populations néandertaliennes. Bien qu'une grande partie des outils lithiques aient été façonnés localement (à Domeño), une partie provenait de plus de 100 km de distance. Le débitage des outils a été effectué selon la méthode Levallois, caractéristique du Moustérien.

## Vestiges de faune
Des restes de la plupart des animaux des quatre grandes familles chassées (Equidae, Cervidae, Caprinae, Leporidae) ont été trouvés, notamment des cerfs rouges, des bouquetins et des chevaux, en plus de petits oiseaux et de tortues. La viande et la moelle étaient consommées.